# 美國總統輪船
美国总统轮船（英語：American President Lines，縮寫：APL），是一家总部位於新加坡的集装箱航运公司，為法国达飞海运集团的子公司，旗下擁有153艘集装箱船。
APL前身是成立於1848年的Dollar Steamship Co.。1938年，美国政府接管了陷入财务困境的Dollar Steamship Co.，并将其资产转移到新成立的美国总统轮船公司。1997年，总部位于新加坡的东方海皇航运收购了APL，最终将APL的总部迁至新加坡。2016年，法国达飞海运集团收购了东方海皇航运，APL則成為法国达飞海运集团的子公司。